# Taygetis inambari
Espèce
Taygetis inambari est une espèce de papillons de la famille des Nymphalidae, de la sous-famille des Satyrinae et du genre Taygetis.

## Dénomination
Taygetis inambari a été décrit par Lee Denmar Miller (d) et Gerardo Lamas (d) en 1999.

## Description
Le revers est marron foncé avec une aire postdiscale marron plus clair ornée d'une ligne de discrets ocelles.

## Écologie et distribution
Taygetis inambari est présent au Pérou.

### Protection
Pas de statut de protection particulier